# Plymouth (графический экран загрузки)
Plymouth — свободный графический экран загрузки для Linux. Приложение использует DRI и установки режима ядра (англ. Kernel Mode-Setting, KMS).

## История
Разработка Plymouth началась в мае 2007 года под руководством Рэя Строда, но стал развиваться лишь в 2008 году, когда был внедрён в Fedora 10. Позднее он был внедрён в Mandriva Linux 2010.0, сменил Usplash и XSplash в Ubuntu с версии 10.04.

## Темы
Plymouth поддерживает темы. В версию Plymouth 0.8.8 включены 7 тем:
- «details» — резервная тема, отображающая расширенную информацию.
- «fade-in» отображает мерцающие звезды.
- «glow» — корпоративная тема, отображающая круговую диаграмму.
- «solar» отображает анимацию солнечной бури.
- «spinfinity» отображает вращающийся символ бесконечности.
- «spinner».
- «text» — текстовая тема с трехцветным индикатором загрузки.